# Biserica Roșie din Arad
Biserica Roșie este un monument istoric și de arhitectură din municipiul Arad. Edificiul servește drept lăcaș de cult al Bisericii Evanghelice-Luterane, cu servicii divine în limba maghiară. 
Denumirea vine de la finisajul exterior din cărămidă aparent șlefuită. Lucrările pentru construirea bisericii au început în martie 1905, fiind conduse de arhitectul arădean Ludovic Szantay, autorul proiectului, și s-au încheiat în septembrie 1906, când a avut loc sfințirea.

## Descriere
Biserica Roșie a fost construită în stil neogotic, cu turnul principal înalt de 46 metri, vitralii executate de artistul Josef Polka din Budapesta, amvonul dăltuit de sculptorul György Orr din Cașovia și pictura altarului realizată de pictorul J. Umlauf. Orga bisericii, de tip Wegensstein, orgă electropneumatică, a fost lucrată la Timișoara și instalată în 1927. La inaugurare, biserica a avut trei clopote în greutate de 1.590 kg. În timpul celui de al doilea război mondial, din dispoziția autorităților, au fost topite două din cele trei clopote pentru ca din bronzul lor să se facă proiectile. A rămas doar clopotul fa, pentru chemarea credincioșilor. Clopotele au fost turnate în atelierul turnătoriei Hönig din Arad, renumită pentru lucrările de turnare în bronz în zona aceasta.